# هاوارد باون جونز
هاوارد باون جونز (به انگلیسی: Howard Bowen-Jones) پروفسور جغرافیا در دانشگاه دورهام است
او جز نویسندگان تاریخ ایران کمبریج بوده است